# Trocantere (ragno)

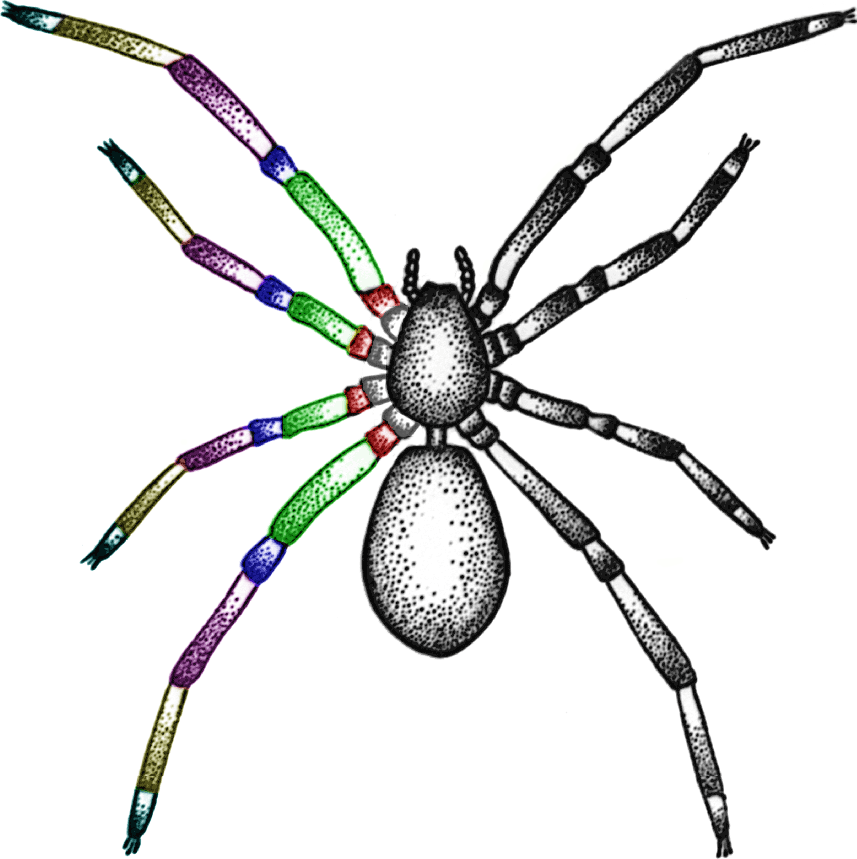
In questo schema si distinguono i segmenti o articoli che formano le zampe dei ragni attraverso colori diversi:
coxa = grigio
trocantere = rosso
femore = verde
patella = blu
tibia = viola
metatarso = giallo
tarso = celeste

Il trocantère di un ragno (plurale trocantèri) è il secondo segmento o articolo della zampa che pone in connessione la coxa con il femore, rispettivamente primo e terzo segmento della zampa stessa in ordine distale dal corpo.

## Etimologia
La parola trocantere deriva dal greco τροχαντὴρ, (trochantèr), che letteralmente significa organo per correre. Il termine proviene a sua volta dal greco τροχός, (trochòs), dal significato principale di ruota, ma anche cerchio, anello e correlazione non chiara alla funzione dell'arto.

## Morfologia
Il trocantere ha forma cilindrica, abbastanza tozza: trattandosi del segmento di contatto fra coxa e femore, è collegato ad essi con vari muscoli, fra cui i principali sono:
1. muscolo coxo-trocanterico inferiore esterno
2. muscolo coxo-trocanterico inferiore interno
3. muscolo coxo-trocanterico posteriore
4. muscolo coxo-trocanterico superiore[2].

All'interno del trocantere sono stati distinti ben 7 muscoli differenti che danno conto dell'elevata mobilità, agilità e duttilità di questo segmento:
1. Muscolo levator trochanteris posticus
2. Muscolo remotor trochanteris dorsalis
3. Muscolo depressor trochanteris obliquus
4. Muscolo depressor trochanteris ventralis
5. Muscolo depressor trochanteris medius
6. Muscolo levator trochanteris anticus
7. Muscolo remotor trochanteris ventralis[3].

## Struttura e diffusione
Questo segmento è costituito da un anello sclerotizzato, detto circulus, sul cui bordo distale è presente un orlo piuttosto spesso su cui è innestata una fila di robuste setole; la sua parte ventrale, leggermente sclerotizzata è glabra e cuneiforme e prende il nome di cuneus. Su di essa è presente un'area membranosa rigonfia e circolare, caratteristica della famiglia Pholcidae.
Nella maggior parte delle famiglie di ragni questo segmento ha forma arrotondata; è invece profondamente dentellato nei Pisauridae, Lycosidae, e Sparassidae; la dentellatura è meno evidente negli Oxyopidae, Zoropsidae e Homalonychidae, e molto meno nei Zodariidae. Si nota la presenza di una tacca più o meno profonda sul trocantere di alcuni generi di Linyphiidae, Thomisidae, Agelenidae, Dictynidae e Argiopinae.